# Mark Ivanir
Mark Ivanir (in ucraino Марк Іванір?, in ebraico מארק איווניר‎?; Černivci, 6 settembre 1968) è un attore e doppiatore ucraino naturalizzato israeliano.

## Biografia
Nato a Černivci in Unione Sovietica (oggi Ucraina), emigrò con la famiglia in Israele nel 1973. Esordì al cinema nel film Aquile d'attacco nel 1988. Il ruolo più importante che ebbe al cinema (e quello per cui è noto) fu nel 1993 nel film di Steven Spielberg (vincitore dell'Oscar e del Golden Globe) Schindler's List, in cui interpretò il ruolo di Marcel Goldberg. Lavorò nuovamente con Spielberg nei film The Terminal e Le avventure di Tintin - Il segreto dell'Unicorno. 
Interpretò il ruolo del boss mafioso (russo) Gaga in Undisputed 2 e 3. Per quanto riguarda la TV, ha preso spesso parte a diverse serie statunitensi e israeliane, comparendovi talvolta in più episodi, come in Homeland - Caccia alla spia (dove fu un membro dei servizi di intelligence russi) e in Royal Pains.

## Filmografia

### Attore

#### Cinema
- Aquile d'attacco (Iron Eagle II), regia di Sidney J. Furie (1988)
- Berlin-Jerusalem (Berlin-Yerushalaim), regia di Amos Gitai (1989)
- Delta Force 3 - Missione nel Deserto (Delta Force 3: The Killing Game), regia di Sam Firstenberg (1991)
- Schindler's List - La lista di Schindler (Schindler's List), regia di Steven Spielberg (1993)
- The Man Who Cried - L'uomo che pianse (The Man Who Cried), regia di Sally Potter (2000)
- Hollywood Palms, regia di Jeffrey Nachmanoff (2001)
- Ish HaHashmal, regia di Eli Cohen (2003)
- The Terminal, regia di Steven Spielberg (2004)
- Mr. & Mrs. Smith, regia di Doug Liman (2005)
- The Cutter - Il trafficante di diamanti (The Cutter), regia di William Tannen (2005)
- Pazzo pranzo di famiglia (When Do We Eat?), regia di Salvador Litvak (2005)
- Undisputed II: Last Man Standing, regia di Isaac Florentine (2006)
- The Good Shepherd - L'ombra del potere (The Good Shepherd), regia di Robert De Niro (2006)
- The Hunting Party, regia di Richard Shepard (2007)
- Disastro a Hollywood (What Just Happened?), regia di Barry Levinson (2008)
- Agente Smart - Casino totale (Get Smart), regia di Peter Segal (2008)
- Holy Rollers, regia di Kevin Asch (2010)
- Undisputed III: Redemption, regia di Isaac Florentine (2010)
- Il responsabile delle risorse umane (The Human Resources Manager), regia di Eran Riklis (2010)
- Bunraku, regia di Guy Moshe (2010)
- Passioni e desideri (360), regia di Fernando Meirelles (2011)
- Johnny English - La rinascita (Johnny English Reborn), regia di Oliver Parker (2011)
- Le avventure di Tintin - Il segreto dell'Unicorno (The Adventures of Tintin), regia di Steven Spielberg (2011)
- Qualcosa di straordinario (Big Miracle), regia di Ken Kwapis (2012)
- Il quarto stato, regia di Dennis Gansel (2012)
- Una fragile armonia (A Late Quartet), regia di Yaron Zilberman (2012)
- L'uomo che fu Giovedì (The Man Who Was Thursday), regia di Balasz Juszt (2016)
- Bye Bye Germany (Es war einmal in Deutschland...), regia di Sam Garbarski (2017)
- 7 giorni a Entebbe (Entebbe), regia di José Padilha (2018)
- Esau, regia di Pavel Lungin (2019)
- Red Sea Diving (The Red Sea Diving Resort), regia di Gideon Raff (2019)
- Kajillionaire - La truffa è di famiglia (Kajillionaire), regia di Miranda July (2020)
- Emilia Pérez, regia di Jacques Audiard (2024)

#### Televisione
- The Big Battalions - miniserie TV, 5 episodi (1992)
- Inyan Shel Zman - serie TV, 7 episodi (1995-1996)
- Mar Mani - miniserie TV, 3 episodi (1996)
- Esrim Plus - serie TV, 4 episodi (1998)
- Innamorarsi a Venezia - telefilm (1999)
- Walker Texas Ranger - serie TV, episodio 9x21 (2001)
- The Beast - serie TV, episodio 1x06 (2001)
- Dead Last - serie TV, episodio 1x04 (2001)
- The Agency - serie TV, 2 episodi (2002)
- JAG - Avvocati in divisa (JAG) - serie TV, episodio 8x02 (2002)
- Boomtown - serie TV, episodio 1x06 (2002)
- Dragnet - serie TV, episodio 1x03 (2003)
- 24 - serie TV, 2 episodi (2003)
- Detective Monk (Monk) - serie TV, episodio 2x04 (2003)
- Alias - serie TV, episodio 3x03 (2003)
- Senza traccia (Without a Trace) - serie TV, episodio 2x04 (2003)
- Codice Matrix (Threat Matrix) - serie TV, episodio 1x06 (2003)
- Franco Ve'Spector - serie TV, 8 episodi (2003)
- NYPD - New York Police Department (NYPD Blue) - serie TV, episodio 11x10 (2004)
- CSI: NY - serie TV, episodio 1x14 (2005)
- The Shield - serie TV, episodio 4x07 (2005)
- CSI - Scena del crimine (CSI: Crime Scene Investigation) - serie TV, episodio 7x01 (2006)
- The Unit - serie TV, episodio 2x02 (2006)
- Desire - serie TV, 7 episodi (2006)
- Close to Home - Giustizia ad ogni costo (Close to Home) - serie TV, episodio 2x16 (2007)
- Law & Order - I due volti della giustizia (Law & Order) - serie TV, episodio 17x19 (2007)
- I signori del rum (Cane) - serie TV, 4 episodi (2007)
- Terminator: The Sarah Connor Chronicles - serie TV, 2 episodi (2008)
- The Riches - serie TV, 2 episodi (2008)
- The Cleaner - serie TV, 2 episodi (2008)
- My Own Worst Enemy - serie TV, episodio 1x01 (2008)
- Dollhouse - serie TV, episodio 1x04 (2009)
- CSI: Miami - serie TV, 2 episodi (2009)
- Im Angesicht des Verbrechens - serie TV, 9 episodi (2010)
- Svetlana - serie TV, episodio 1x03 (2010)
- Fringe - serie TV, episodio 3x09 (2010)
- Grimm - serie TV, episodio 3x09 (2011)
- Nikita - serie TV, episodio 1x15 (2011)
- Burn Notice - Duro a morire (Burn Notice) - serie TV, episodio 5x16 (2011)
- Ta Gordin - serie TV, 22 episodi (2012-2015)
- Touch - serie TV, episodio 1x02 (2012)
- Transporter: The Series - serie TV, episodio 1x02 (2012)
- Oliver Stone - USA la storia mai raccontata - serie TV, episodio 1x06 (2012)
- Royal Pains - serie TV, 7 episodi (2012-2013)
- The Baker & the Beauty (Lehiyot Ita) - serie TV, 22 episodi (2013-2021)
- Braquo - serie TV, 7 episodi (2014)
- The Blacklist - serie TV, episodio 1x17 (2014)
- Chop Shop - serie TV, 3 episodi (2014)
- The Mentalist - serie TV, episodio 7x03 (2014)
- Blue Bloods - serie TV, episodio 5x14 (2015)
- Hawaii Five-0 - serie TV, episodio 5x19 (2015)
- Dig - serie TV, episodio 1x10 (2015)
- Homeland - Caccia alla spia (Homeland) - serie TV, 9 episodi (2015-2018)
- Hayom Balayla - serie TV, episodio 1x12 (2015)
- Jeff & Some Aliens - serie T, 3 episodi (2017)
- Madam Secretary - serie TV, episodio 3x20 (2017)
- Salvation - serie TV, 2 episodi (2017)
- Transparent - serie TV, 4 episodi (2017)
- Blindspot - serie TV, episodio 2x11 (2017)
- Jeff & Some Aliens - serie TV, 3 episodi (2017)
- Madam Secretary - serie TV, episodio 3x20 (2017)
- Barry - serie TV, 5 episodi (2018-2022)
- S.W.A.T. - serie TV, episodio 2x06 (2018)
- American Horror Story - serie TV, episodio 8x09 (2018)
- For All Mankind - serie TV, 2 episodi (2019)
- The New Pope - serie TV, 7 episodi (2020)
- Away - serie TV, 10 episodi (2020)
- Nasdrovia - serie TV, 4 episodi (2020)
- The Morning Show - serie TV, episodio 2x06 (2021)
- Fauda - serie TV, episodio 4x01 (2022)
- Babylon Berlin - serie TV, 11 episodi (2022)
- Litvinenko - Indagine sulla morte di un dissidente (Litvinenko) – miniserie TV, 4 puntate (2022)
- Zero Day – serie TV (2025)

### Doppiatore
- Call of Duty 4: Modern Warfare (2007)
- World in Conflict: Soviet Assault (2009)
- Battlefield 3 (2011)
- Call of Duty: Modern Warfare 3 (2011)
- Metro: Last Light (2013)
- Wolfenstein: The New Order (2014)
- Wolfenstein II: The New Colossus (2017)
- Metro Exodus (2019)
- Call of Duty: Black Ops Cold War (2020)
- Call of Duty: Vanguard (2021)

## Doppiatori italiani
Nelle versioni in italiano delle opere in cui ha recitato, Mark Ivanir è stato doppiato da:
- Pasquale Anselmo in Il responsabile delle risorse umane, Burn Notice - Duro a morire, The Mentalist, Homeland - Caccia alla spia
- Stefano Benassi in Royal Pains, Barry, The New Pope
- Marco Mete in Schindler's List - La lista di Schindler, Una fragile armonia
- Enrico Di Troia in Senza Traccia, CSI: NY
- Gaetano Varcasia in The Shield, Passioni e desideri
- Luca Ghignone in Undisputed II: Last Man Standing, Undisputed III: Redemption
- Roberto Certomà in CSI - Scena del crimine, Zero Day
- Fabrizio Vidale in 24
- Massimo Lodolo in Boomtown
- Riccardo Niseem Onorato in Alias
- Gerolamo Alchieri in CSI: Miami
- Luca Dal Fabbro in Fringe
- Edoardo Siravo in Johnny English - La rinascita
- Massimo Rossi in Blue Bloods
- Oliviero Dinelli in Hawaii Five-0
- Simone Mori in Away
- Edoardo Nordio in Bye Bye Germany
- Claudio Moneta in Transparent
- Sergio Lucchetti in Blindspot
- Loris Loddi in S.W.A.T.
- Franco Mannella in For All Mankind
- Fabrizio Temperini in Salvation
- Emiliano Reggente in Litvinenko - Indagine sulla morte di un dissidente
- Michele D'Anca in Heart of Stone
- Simone D'Andrea in Law & Order: Organized Crime
- Guido Sagliocca in FBI: International
- Paolo Buglioni in Babylon Berlin
- Fabrizio Pucci in Emilia Pérez

Da doppiatore è sostituito da:
- Mario Scarabelli in Wolfenstein: The New Order, Wolfenstein II: The New Colossus
- Diego Sabre e Roberto Accornero in Metro Exodus
- Leonardo Gajo in Call of Duty 4: Modern Warfare
- Stefano Albertini in Call of Duty: Modern Warfare 3
- Ruggero Andreozzi in World in Conflict: Soviet Assault
- Gianluca Iacono in Battlefield 3
- Gianmarco Ceconi in Metro: Last Light
- Matteo Brusamonti in Call of Duty: Black Ops Cold War
- Walter Rivetti in Call of Duty: Vanguard